# Kanton Menton-Ouest
Menton-Ouest was van 1994 tot 2015 een kanton van het Franse departement Alpes-Maritimes. Het kanton maakte deel uit van het arrondissement Nice. Voor en na die tijd vormde het samen met kanton Menton-Est het kanton Menton.

## Gemeenten
Het kanton Menton-Ouest omvatte de volgende gemeenten:
- Gorbio
- Menton (deels, hoofdplaats)
- Roquebrune-Cap-Martin
- Sainte-Agnès